# Palazzo del Governatore (Tripoli)
Il palazzo del Governatore (in arabo قصر الحاكم‎?), divenuto poi noto come palazzo Reale (in arabo قصر الخلد‎?) e infine palazzo del Popolo, è un palazzo in stile neomoresco di Tripoli, in Libia, sito nel quartiere delle Dahra.
Fu costruito tra il 1924 e il 1931 su progetto dell'architetto Saul Meraviglia Mantegazza per ospitare il Governatore della Tripolitania italiana, poi il Governatore generale della Libia italiana e infine il Re di Libia. Dopo il colpo di Stato del 1969 il palazzo fu adibito a sede della biblioteca nazionale mentre nel 2009 è stato inaugurato al suo interno il Museo della Libia.

## Storia
Il palazzo fu costruito tra il 1924 e il 1931 su progetto dell'architetto Saul Meraviglia Mantegazza per ospitare la sede del Governatore della Tripolitania italiana (e poi del Governatore generale della Libia italiana a partire dal 1934 e del Governatore alleato dal 1943 al 1951). All'interno del palazzo è presente una decorazione realizzata intorno al 1940 da Ambrogio Casati.
Nel 1951 con la nascita del Regno Unito di Libia divenne sede di re Idris, rimanendo utilizzato come palazzo reale fino al colpo di Stato del 1969 che portò al potere Muʿammar Gheddafi; a partire da allora il palazzo fu ribattezzato palazzo del Popolo e divenne sede della biblioteca nazionale. Subì alcuni danni in seguito al bombardamento americano della Libia nel 1986 (operazione el Dorado).
Tra il 2008 e il 2009 il palazzo fu oggetto di un restauro progettato dallo Studio Crachi e svolto dalle aziende iGuzzini e Impresa costruzioni Giuseppe Maltauro per l'allestimento del Museo della Libia.

## Descrizione
L'architettura del palazzo è in stile neomoresco e coniuga elementi moderni, come l'uso del calcestruzzo armato, a tecniche costruttive tradizionali più tipiche dell'architettura dei paesi islamici.
Il palazzo è circondato da un ampio giardino di circa 4 ettari, popolato con vegetazione autoctona e restaurato nel 2009. All'interno del giardino è presente inoltre una piccola moschea.